# Mounchipou Seidou
Pour les articles homonymes, voir Seidou.
Mounchipou Seidou (né le 15 août 1947 et mort le 17 janvier 2016), est un homme politique camerounais, ancien ministre des Postes et Gouverneur de région de l'Extrême-Nord.

## Village et origines
Il est chef du village Manka dans l'arrondissement de Foumban.

## Ministre des Postes et télécommunications
Il est ministre des Postes et télécommunications du Cameroun du 7 décembre 1997 à 7 septembre 1999.
Il est condamné à 15 ans de prison pour fausse accusation de détournements de deniers publics. Interpellé le 7 septembre 1999, il demeure à la prison de Kondengui jusqu'au 26 février 2014.

## Distinction
Il obtient le titre de Maleum pour sa connaissance du Saint Coran le 1er mars 2014.